# Pista Suburbana
La Pista Suburbana —anteriormente conocida como Pista Suburbana España o Avenida España— es una de las principales arterias viales de la ciudad de Managua, Nicaragua. Su extensión de aproximadamente 6,5 km atraviesa zonas residenciales, comerciales e institucionales del este de la capital, formando parte del anillo vial de Managua y conectando con otras avenidas clave como la Pista Juan Pablo II y la Carretera a Masaya.

## Recorrido y características
La vía inicia en el norte cerca del antiguo Cine González en el barrio Altagracia, donde conecta con la Pista Juan Pablo II. Desde allí, se extiende hacia el sur atravesando:
- el Mercado Roberto Huembes,
- la Colonia Miguel Gutiérrez,
- la Rotonda El Periodista,
- el sector del Hospital Salud Integral,
- y zonas como Bolonia.

Finaliza en el empalme con la Carretera a Masaya y la Pista Solidaridad en el área del Paso a desnivel Centroamérica, cerca de la Rotonda Centroamérica.
Tiene entre dos y tres carriles por sentido, aceras en tramos rehabilitados, señalización vial, paradas de autobús y cruces peatonales. Tramos han sido ampliados por la Alcaldía de Managua como parte del proyecto de modernización vial.

## Historia
Fue construida en la década de 1990 como parte del plan de descentralización del tráfico urbano. Algunos documentos y señalizaciones aún la denominan como Avenida España. Según la Alcaldía de Managua y documentación oficial del Instituto Nicaragüense de Estudios Territoriales, parte del tramo sur se incorporó al Anillo Vial de Managua.

## Importancia
La Pista Suburbana sirve como vía alterna a la Carretera a Masaya y a la Pista Solidaridad, descongestionando el tráfico entre el centro y el sureste de Managua. Es vital para el acceso a instituciones educativas, centros médicos, barrios residenciales y al Mercado Roberto Huembes, uno de los principales ejes comerciales de la ciudad.
Está proyectada como una ruta prioritaria para el futuro BRT de Managua, con posibles estaciones en las intersecciones con la Rotonda El Periodista, el Hospital Salud Integral y el Paso a desnivel Centroamérica.

## Transporte público
Por la vía circulan numerosas rutas de autobús, entre ellas:
- Ruta 103,
- Ruta 106,
- Ruta 109,
- Ruta 120.

También es usada por taxis colectivos, mototaxis y unidades de transporte intermunicipal que operan en el sector del Mercado Roberto Huembes y zonas cercanas.